# إشتفان فريدريخ
إشتفان فريدريخ (بالمجرية: Friedrich István) (و. 1883 – 1951 م) هو سياسي، ومهندس ميكانيك، وحكم كرة قدم، ولاعب كرة قدم، ومهندس، من المجر، ولد في مالاتسكي، يلعب كمهاجم، توفي في فاك، عن عمر يناهز 68 عاماً.

## مناصب
تولى منصب رئيس وزراء المجر، ووزير الدفاع، وكاتب دولة ‏.

## التعليم
تعلم في جامعة برلين للتكنولوجيا.

## روابط خارجية
- إشتڤان فريدريخ على موقع عالم كرة القدم.نت (الإنجليزية)